# Железен мост (Кюстендил)
Железният мост, наричан и Моста с голите жени, е разположен над река Банщица в Кюстендил.
Южно от моста е била разположена северната градска порта във възстановения от двете земетресения и чумни епидемии от края на 16 и 17 век османски град. Портата била известна като Нишката порта, а северно по стария мост тръгвал през Краището т.нар. Нишки друм или път към родния град на Константин Велики.
Мостът е построен през 1909 г. по проект на архитект Рудолф Фишер. Свързва железопътната гара с централния градски площад.
През 1969 г. мостът е преустроен и разширен със стоманобетонна конструкция. В четирите му края са поставени голи скулптури на женски фигури, изпълнени от бял врачански камък, с автор скулпторът Любен Димитров (1969).